# Показатель нелинейности
Показатель нелинейности (индекс течения, показатель поведения жидкости) — степенной показатель в модели Оствальда де-Вилля. Данная модель описывает реологические свойства жидкости степенным уравнением, связывающим компоненты тензора напряжений и тензора скоростей деформаций.
Степенное уравнение имеет вид: {\displaystyle \tau _{i\,j}=2kA^{n-1}e_{i,j}}, где {\displaystyle \tau _{i},j} — компоненты девиатора тензора напряжений; {\displaystyle k} — показатель консистенции; {\displaystyle A} — второй инвариант тензора скоростей деформаций; {\displaystyle n} — показатель нелинейности; {\displaystyle e_{i}j} — компоненты тензора скоростей деформаций.
Показатель нелинейности является безразмерным параметром. Жидкости, движение которых описывается степенным уравнением, в зависимости от значения показателя нелинейности, можно разделить на три группы:
1. псевдопластические ({\displaystyle n<1}) — эффективная вязкость уменьшается при увеличении скоростей сдвига и стремится к бесконечности при нулевых скоростях;
2. ньютоновские ({\displaystyle n=1}) — тензор напряжений и тензор скоростей деформаций линейно зависимы;
3. дилатантные ({\displaystyle n>1}) — эффективная вязкость увеличивается при увеличении скоростей сдвига.